# The Amazing Spider-Man
Pour les articles homonymes, voir The Amazing Spider-Man (homonymie).
 (janvier 2020).
Si vous disposez d'ouvrages ou d'articles de référence ou si vous connaissez des sites web de qualité traitant du thème abordé ici, merci de compléter l'article en donnant les références utiles à sa vérifiabilité et en les liant à la section « Notes et références ».
The Amazing Spider-Man est un comic book publié par Marvel Comics depuis mars 1963, dédié au personnage de Spider-Man.

## Historique de la publication
Spider-Man était auparavant apparu dans le dernier numéro de « Amazing Fantasy » en août 1962. Le premier numéro de The Amazing Spider-Man a été publié en mars 1963.
Le costume de Spider-Man a été créé et dessiné par Jack Kirby et Steve Ditko.
The Amazing Spider-Man est considéré comme étant la bande dessinée centrale des aventures de Spider-Man. La majorité des personnages et des vilains de Spider-Man sont introduits dans cette série de comics. De même, la majorité des événements marquants de la vie de l'Araignée se sont produits dans ce comics.
Bimestrielle à l'origine, la série devient mensuelle dès son quatrième numéro. Ce rythme de parution fut longtemps maintenu, connaissant toutefois certaines périodes où le titre se vendit assez bien pour lui permettre de devenir bimensuel à plusieurs reprises de 1989 à 1993.
En mai-juillet 1971, trois numéros de ce comics sont publiés sans l'agrément du Comics Code Authority, l'organisme qui depuis 1954 est chargé de vérifier que les comics répondent à un cahier des charges montrant qu'ils sont inoffensifs pour la jeunesse. Le ministère de la santé avait demandé à Stan Lee d'écrire une histoire mettant les lecteurs en garde contre les méfaits des drogues, sujet qui était interdit par le comics code. Stan Lee accepte et écrit une histoire qui doit être publiée dans les numéros 96 à 98 de The Amazing Spider-Man dessinés par Gil Kane. Lee demande cependant au CCA d'apposer leur sceau sur ces épisodes. Il essuie un refus mais les membres de l'instance suggèrent aux éditeurs de réfléchir aux évolutions que doit connaître le code afin d’être plus en phase avec la société. Lee sans attendre décide alors de passer outre. Peu après, le comics code est réécrit et la mention de stupéfiant devient acceptable s'il s'agit de la condamner.
De novembre à décembre 1995, la série est temporairement retitrée the Amazing Scarlet Spider pour mettre en avant le personnage central de la «Saga du Clone».
En juillet 1997, comme toutes les autres séries de Marvel Comics, the Amazing Spider-Man connaît un numéro -1 à l'occasion du mois Flashback, où les auteurs habituels font une pause dans leurs intrigues en cours pour raconter une histoire se déroulant avant le début de la série.
En janvier 1999, la série redémarre au numéro 1 pour marquer l'arrivée d'une nouvelle équipe créative et un changement dans les origines du personnages (concrétisée par la maxi-série Chapter One). En 2003, la série a repris sa numérotation originale à l'occasion du 500e numéro (volumes 1 et 2 cumulés).
En janvier 2008, le rédacteur en chef Joe Quesada instaure de grands changements dans le statu quo de l'univers Spider-Man (Peter Parker n'est plus marié à Mary Jane, Harry Osborn est à nouveau en vie…). À cette occasion, le titre ne redémarre cette fois-ci pas au numéro 1, mais connaît d'importants changements éditoriaux : la périodicité passe de mensuelle à trimensuelle (les deux autres séries Spider-Man cessant alors de paraître) et l'équipe créative est remplacée par un roulement de plusieurs scénaristes et dessinateurs qui se succèdent ainsi perpétuellement au fil des sagas. Cette période, appelée Brand New Day, dure de février 2008 à novembre 2010, sur un total de 102 numéros.
Le nouveau statu quo qui prend alors place, appelé Big Time, marque une réduction de la périodicité, passant de trimensuelle à bimensuelle, et le retour à un unique scénariste (Dan Slott).
La série se termine temporairement en décembre 2012 avec le numéro 700 pour être remplacée par The Superior Spider-Man à partir de janvier 2013 jusqu'en mars 2014. La série revient en avril 2014 en tant que The Amazing Spider-Man (Volume 3) #1.
Fin 2015, la série a été relancée avec un quatrième volume à la suite de l'événement Secret Wars de 2015. Après 32 numéros, le volume a de nouveau été relancé dans le cadre de Marvel Legacy, revenant à la numérotation globale " legacy " avec le numéro 789 fin 2017. Moins d'un an plus tard, la série a été relancée à nouveau avec un cinquième volume dans le cadre de Marvel's Fresh Start. Pour la première fois, bien que les numéros des fascicules aient été redémarrés à partir du numéro 1, les fascicules portaient également le numéro global " legacy ". Un sixième volume a débuté en avril 2022 pour célébrer le 60e anniversaire de Spider-Man. Depuis le troisième volume, le titre a connu différents calendriers de parution, notamment mensuel et bihebdomadaire.

## Personnages principaux et récurrents
- Peter Parker/Spider-Man : L'homme araignée, justicier voulant sauver le monde grâce à ses pouvoirs surnaturels d’arachnide (704/705 numéros)
- May Parker : Vieille tante de Peter Parker qui ne se doute pas que son neveu est le justicier masqué (352/705 numéros)
- Mary Jane Watson : Second grand amour de Peter qui connait son identité secrète (384/705 numéros)
- J.Jonah Jameson : Directeur du Daily Bugle, voue une haine féroce contre Spider-Man (334/705 numéros)
- Betty Brant Secrétaire de Jameson qui supporte son sale caractère puis sortira un temps avec le jeune Peter (156/705 numéros)
- Flash Thompson : Lycéen populaire qui faisait de Peter son souffre-douleur avant de devenir son ami, est un grand fan de Spider-Man (156/705 numéros)
- Harry Osborn : Meilleur ami de Peter Parker qui est le fils du riche et influent Norman Osborn (176/705 numéros)
- Gwen Stacy : Premier grand amour de Peter Parker, étudiante dans la même université de Peter (122/705 numéros)
- Liz Allen : Lycéenne populaire, d'abord en couple avec Flash mais elle finira par éprouver des sentiments forts pour Peter (77/705 numéros)
- Norman Osborn : Riche industriel, père d'Harry qui cache plusieurs secrets (Bouffon vert) (81/705 numéros)
- Chatte noire : Cambrioleuse costumée en chatte et alliée de Spider-Man (72/705 numéros)
- Glory Grant : Voisine de palier de Peter puis deviendra la secrétaire de Jameson (73/705 numéros)
- Docteur Octopus : Grand ennemi de Spider-Man (109/705 numéros)
- Joe "Robbie" Robertson : Journaliste au Daily Bugle (205/705 numéros)
- Ned Leeds : Journaliste au Daily Bugle qui deviendra le fiancé de Betty (72/705 numéros)
- George Stacy : Policier à la retraite et père de Gwen Stacy (41/705 numéros)

## Numéros anniversaires
Outre les Annuals, numéros spéciaux à la pagination plus élevée, la série connaît parfois des numéros événements, le plus souvent quand la série atteint un nombre rond d'épisodes, quand le personnage passe une nouvelle décennie d'existence, ou tout simplement quand l'histoire connaît un tournant majeur.
- #25 : Spider-Man affronte pour la première fois J. Jonah Jameson à travers le robot anti-Araignée du professeur Spencer Smythe, destiné à connaître de nombreux successeurs. C'est aussi la première apparition (partielle) de Mary Jane Watson.
- #50 : Peter Parker renonce à être Spider-Man lors d'une crise d'identité, alors que le Caïd fait sa première apparition.
- #100 : Spider-Man inhale un sérum qui lui donne quatre bras supplémentaires !
- #150 : Ébranlé par la rencontre de son clone, Spider-Man est assailli par les robots du Pr Smythe.
- #200 : Privé de pouvoirs et croyant sa tante May morte, Spider-Man affronte l'assassin de son oncle Ben. Ce numéro est le premier à compter plus de pages (ici 38).
- #274 : Numéro spécial de 28 pages où Spider-Man fait l'objet d'un pari entre le Beyonder et Mephisto.
- #289 : Numéro spécial de 38 pages révélant la mort de Ned Leeds et son remplacement par Jason Macendale.
- #300 : Première rencontre avec Venom (40 pages).
- #350 : Spider-Man affronte le Docteur Fatalis (33 pages).
- #365 : 30e anniversaire de la création du personnage dans un numéro spécial de 65 pages dont une histoire longue de 32 pages avec le Lézard.
- #375 : 30e anniversaire de la série : 51 pages dont une histoire longue de 28 pages avec Venom.
- #388 : numéro double avec l'histoire principale allongée et deux histoires courtes, pour marquer la mort des "parents" de Peter Parker.
- #400 : Mort de Tante May : 52 pages dont 37 pour l'histoire principale.
- #425 : 35 ans du personnage : Spider-Man et X-Man affrontent Electro (39 pages).
- #442 : premier numéro du volume 2 (38 pages dont 30 pour l'histoire principale), Spider-Man affronte le Scorpion.
- #461 (ou 20 du vol.2) : numéro spécial 100 pages avec réimpressions thématiques, Spider-Man affronte les Spider-Slayers.
- #466 (ou 25 du vol.2) : Spider-Man affronte le Bouffon Vert (40 pages).
- #500 : Spider-Man et le Docteur Strange affrontent Dormammu (38 pages).
- #546 : Début de Brand New Day (36 pages).
- #600 : Spider-Man affronte le Docteur Octopus et Tante May se marie (62 pages).
- #700 : Dernier numéro d'Amazing Spider-Man. La série est remplacée par The Superior Spider-Man
- #1(#734) : "Relaunch" Marvel Now! de The Amazing Spider-Man. Peter Parker retrouve sa vie sens dessus dessous après que le Docteur Octopus lui ait rendu son corps.
- #1(#752) : Amazing Spider-Man: Renew Your Vows. Mini-série dans un univers alternatif où One More Day n'a jamais eu lieu. Fait partie de la numérotation The Amazing Spider-Man.
- #1(#757) : "Relaunch" All-New, All-Different Marvel succédant aux événements de Secret Wars. Peter Parker est millionnaire est propriétaire de l'entreprise Parker Industries.
- #789 : Après l'effondrement de Parker Industries, Peter Parker doit faire face au fait d'être l'homme le plus détesté de New York. Retour à la numérotation dite Marvel Legacy.
- #1(#802) : "Relaunch" Fresh Start. Peter et Mary Jane Watson se remettent en couple.
- #75(#876) : Peter Parker tombe dans le coma, Ben Reilly prend alors sa place en tant que Spider-Man et employé de Beyond Corporation.
- #1(#895) : "Relaunch" après une ellipse de 6 mois, la vie de Peter a changé à cause de quelque chose qu'il a fait, et l'on découvre que Mary Jane Watson est mariée à un autre homme nommé Paul.

## Numéros clés
Mis à part ces numéros anniversaires, la série a été marquée par divers événements majeurs.
- #90 : Le Capitaine de police George Stacy, père de Gwen, meurt lors d'un combat Spider-Man / Dr Octopus.
- #121 : Gwen Stacy, la fiancée de Peter Parker, est assassinée par le Bouffon vert. Celui-ci trouvera la mort dès le numéro suivant.
- #129 : première apparition du Punisher.
- #252 : Spider-Man étrenne son costume extra-terrestre[3].
- #454 (ou 13 du vol.2) : l'avion de Mary Jane explose.
- #471 (ou 30 du vol.2) : Spider-Man rencontre un autre homme-araignée, Ezekiel, et devient professeur de lycée.
- #477 (ou 36 du vol.2) : numéro commémoratif du 11 septembre 2001, hors continuité[4].
- #529 : Spider-Man étrenne son armure créée par Iron Man.
- #545 : Mephisto annule le mariage de Peter et Mary Jane (One More Day).

## Crossovers
Bien que la plupart des numéros soient en continuité directe, la série entre parfois en interaction avec d'autres séries partageant le même univers. Certaines sagas sont ainsi à suivre dans différentes séries, et rentrent ainsi dans la catégorie des crossover. Voici ceux qui ont touché The Amazing Spider-Man.
- La Dernière Chasse de Kraven (6 parties) : parties 2 et 5 dans les numéros 293 et 294 ; à suivre dans The Spectacular Spider-Man et Web of Spider-Man.
- Mad Dogs (3 parties) : partie 2 dans le numéro 295 ; à suivre dans Spectacular Spider-Man et Web of Spider-Man.
- Cosmic Spider-Man/Acts of Vengeance, succession de crossovers où des héros affrontent des adversaires différents de leurs ennemis habituels ; à suivre dans Spectacular Spider-Man, Web of Spider-Man, Wolverine, Alpha Flight, New Mutants, Uncanny X-Men, material from X-Factor, et bien d'autres de 1989 à 1990.
- Maximum Carnage (14 parties) : parties 3, 7 et 11 dans les numéros 378 à 380 ; à suivre dans Spectacular Spider-Man, Web of Spider-Man, Spider-Man et Spider-Man Unlimited.
- Poursuite (4 parties) : partie 4 dans le numéro 389 ; à suivre dans Spectacular Spider-Man, Web of Spider-Man et Spider-Man.
- La Saga du Clone, succession de crossovers quasi-continue, était à suivre de 1995 à 1996 dans Spectacular Spider-Man, Web of Spider-Man, Spider-Man et Spider-Man Unlimited.
- La Traque (4 parties) : partie 2 dans le numéro 432 ; à suivre dans Spectacular Spider-Man, Sensational Spider-Man et Peter Parker: Spider-Man.
- Le Cinquième Élément (5 parties) : partie 2 dans le numéro 440 ; à suivre dans Spectacular Spider-Man, Sensational Spider-Man et Peter Parker: Spider-Man.
- Le Chapitre final (4 parties) : partie 1 dans le numéro 441 ; à suivre dans Spectacular Spider-Man et Peter Parker: Spider-Man.
- L'Énième Retour des Sinistres Six (2 parties) : partie 1 dans le numéro 453 (ou 12 du vol.2) ; à suivre dans Peter Parker: Spider-Man.
- L'Autre (12 parties) : parties 3, 6, 9 et 12 dans les numéros 525 à 528 ; à suivre dans Marvel Knights: Spider-Man et Friendly Neighborhood Spider-Man.
- Un jour de plus (4 parties) : parties 1 et 4 dans les numéros 544 et 545 ; à suivre dans Friendly Neighborhood Spider-Man et Sensational Spider-Man (vol.2).
- Spider-Verse (6 parties) : parties 1 à 6 sont dans les numéros 9 à 15 de The Amazing Spider-Man, mais les prologues et de nombreux événements liés à l'histoire principale sont à suivre dans Guardians of the Galaxy, Edge of Spider-Verse, Spider-Man 2099, The Superior Spider-Man, Scarlet Spiders, Spider-Verse, Spider-Verse Team-Up, Spider-Woman.
- Venom Inc. (6 parties) : parties 2 et 4 dans les numéros 792 et 793, à suivre dans Amazing Spider-Man & Venom: Venom Inc: Alpha et Omega et Venom.

## Dessinateurs
De nombreux dessinateurs se sont succédé sur cette série :

### À partir des années 1960
- Steve Ditko (1963-66)
- John Romita, Sr. (1966-73)

### À partir des années 1970
- Gil Kane (1970-73)
- Ross Andru (1973-78)
- Keith Pollard (1978-80)

### À partir des années 1980
- John Romita Jr. (1980-84, 2000-04, 2008-09, 2022-)
- Ron Frenz (1984-87)
- Todd McFarlane (1988-89)
- Erik Larsen (1989-91, 2000)

### À partir des années 1990
- Mark Bagley (1991-96)
- Steve Skroce (1997)
- Joe Bennett (1997-98)
- John Byrne (1998-2000)

### À partir des années 2000
- Mike Deodato Jr. (2004-06)
- Ron Garney (1996, 2006-07)
- Phil Jimenez (2008)
- Chris Bachalo (2008, 2010, 2019)
- Barry Kitson (2008-09)
- Marcos Martin (2008-11)
- Mike McKone (2008-09)

### À partir des années 2010
- Paul Azaceta (2010)
- Humberto Ramos (2011-12, 2014-15, 2018-2020)
- Ryan Stegman (2011, 2013, 2017, 2023)
- Stefano Caselli (2011-12)
- Giuseppe Camuncoli (2011-18)
- Simone Bianchi (2015-16)
- Stuart Immonen (2017-18)
- Ryan Ottley (2018-2020)
- Michele Bandini (2018)
- Patrick Gleason (2019-2022)

### À partir des années 2020
- David López (2022)
- Nick Dragotta (2022)
- Ed McGuinness (2022-2023)
- Michael Dowling (2022-2023)
- Terry Dodson (2023)

## Publication en France
La série est publiée sur le territoire français à partir de mai 1969, où les éditions Lug l'intègrent au sommaire de la revue Fantask à partir de son n°4. Le titre étant stoppé à son n°7, seuls les trois premiers épisodes sont publiés, mais à partir d'avril 1970 le magazine Marvel prend le relais. En ses 13 numéros d'existence, celui-ci propose la plupart des 18 premiers épisodes, puis l'arrêt du titre (pour cause de censure) marque le transfert de la série dans Strange, qui en deviendra le foyer historique et principal (du n°18 au n°324 qui marque la fin du contrat de l'éditeur avec Marvel, Spider-Man ne sera absent que des n°231 et 266) pendant 25 ans.
Durant cette période, bien sûr, quelques épisodes sont également proposés dans les revues voisines (Nova, albums Une Aventure de l'Araignée, Version Intégrale Spider-Man), voire par d'autres éditeurs :
- En 1980, Arédit/Artima publie le 2e Annual dans Satan n°17, et le 4e dans l'album Spider-Man contre la Torche.
- De 1984 à 1986, Whitman France édite une série de six albums reprenant des épisodes de 1964-1965.
- En 1988, les éditions USA publient notamment la saga La Mort du Chasseur dans leur Collection Super Héros.

Notons aussi que les épisodes les plus marquants sont à l'occasion réédités dans la revue anthologique Strange Spécial Origines.

De plus, les épisodes 141 à 150, qui forment la première Saga du Clone, bénéficient en mars 1996 d'une réédition en album dans la Collection Privilège, sous le titre Clone Genesis.
Avec la fin de l'année 1996, Semic (successeur de Lug) perd les droits des comics Marvel, l'éditeur américain souhaitant s'auto-publier avec le concours du groupe Panini. C'est ainsi qu'en février 1997 naît le mensuel Spider-Man, qui reprend la série là où l'a laissé son prédécesseur (soit au #405). Amazing est alors publiée aux côtés de ses séries-sœurs (Spectacular, etc.), ce qui rend la lecture des crossovers plus aisée pour le lecteur.
Lorsque la série redémarre au n°1, le magazine fait de même, et il continue logiquement à l'héberger une fois la numérotation originale reprise (le #500 est ainsi publié dans Spider-Man (Volume 2) n°55).
Parallèlement, Panini se lance dans l'édition d'albums au format librairie, notamment avec la collection d'albums Spider-Man : L'Intégrale qui reprend la série depuis son tout début, proposant l'équivalent d'une année de publication originale par volume. Lancée en 2002, cette collection continue de paraître à ce jour et a d'ores et déjà couvert les 300 premiers épisodes de la série.

Des albums de diverses autres collections permettent de retrouver au format deluxe les épisodes des plus grandes sagas, telles La Dernière Chasse de Kraven, Actes de vengeance, La Saga du Clone, Civil War, Un jour de plus, ou encore un Omnibus dédié au cycle de Todd McFarlane sur la série.

Par ailleurs, des revues anthologiques (Spider-Man : L'Âge d'Or, Spider-Man Classic) et des initiatives kiosque (Spider-Man : Les Incontournables, Marvel : Les Grandes Sagas) rééditent à leur tour du matériel plus ou moins ancien, tiré de cette série parmi d'autres.
En 2012, Panini décide de réorganiser ses titres, notamment en augmentant leur pagination pour proposer non plus 4 mais 5 épisodes par numéro (mais aussi pour donner aux revues génériques plus de visibilité en les retitrant d'après les personnages les plus en vue). Aux yeux de l'éditeur, cette nouvelle formule justifie une nouvelle numérotation, aussi le 666e épisode de la série est-il traduit non pas dans Spider-Man (Volume 2) n°150 mais dans Spider-Man (Volume 3) n°1. Cette mouture suivra la série jusqu'à son terme au #700.
Lorsque The Amazing Spider-Man renaît des cendres de The Superior Spider-Man, le magazine français revient lui aussi au n°1, toujours au rythme mensuel, à partir de janvier 2015, mais notons qu'à partir de cette période, tous les nouveaux épisodes bénéficient désormais systématiquement d'une réédition en album (collection "100% Marvel") quelque temps après la parution magazine.
En clair, depuis 1997 la série The Amazing Spider-Man est intégralement publiée dans le magazine Spider-Man de Marvel France, à quelques exceptions près :
- #439 dans Spider-Man Extra n°17
- #642-646 dans Spider-Man Hors Série n°35
- #677 dans Marvel Knights (Volume 2) n°5